# Oricia domina
Oricia domina är en fjärilsart som beskrevs av William Schaus 1912. Oricia domina ingår i släktet Oricia och familjen tandspinnare. Inga underarter finns listade i Catalogue of Life.